# تپه وصی‌داغی
تپه وصی داغی مربوط به سده‌های اولیه دوران‌های تاریخی پس از اسلام - دوره صفوی است و در شهرستان نمین، بخش عنبران، روستای گرده واقع شده و این اثر در تاریخ ۱۰ خرداد ۱۳۸۲ با شمارهٔ ثبت ۸۷۷۲ به‌عنوان یکی از آثار ملی ایران به ثبت رسیده است.